# Oxyrhopus petolarius
Oxyrhopus petolarius (лісова вогняна змія) — вид змій родини полозових (Colubridae). Мешкає в Мексиці, Центральній і Південній Америці.

## Підвиди
Виділяють три підвиди:
- Oxyrhopus petolarius digitalis (Reuss, 1834);
- Oxyrhopus petolarius petolarius (Linnaeus, 1758);
- Oxyrhopus petolarius sebae (Duméril, Bibron & Duméril, 1854).

## Поширення і екологія
Несправжні коралові змії Від-Нойвіда поширені від Мексики до Болівії, Парагваю і північно-східної Аргентини та до Тринідаду і Тобаго. Вони живуть у вологих тропічних лісах і галерейних лісах, трапляються в садах, на плантаціях та на покинутих полях, на висоті до 2000 м над рівнем моря. Живляться ящірками, амфібіями, пуголовками, дрібними гризунами та іншими ссавцями, птахами та їх яйцями. Відкладають яйця.